# ND Slovan
ND Slovan (celým názvem Nogometno Društvo Slovan Ljubljana, fotbalové družstvo Slovan Lublaň) je slovinský fotbalový klub z města Lublaň. Založen byl v roce 1913, letopočet založení je i v klubovém emblému, který je tvořen červeným lipovým listem. Domácím hřištěm je Športni park Kodeljevo s kapacitou 3 000 míst (z toho 1 500 k sezení). Klubové barvy jsou červená a bílá.

## Známí hráči
V klubu působili např. tito hráči:
- Marko Elsner (kapitán olympijské reprezentace Jugoslávie)
- Aleš Čeh (kapitán slovinské reprezentace)
- Samir Handanović (kapitán slovinské reprezentace)
- Gregor Židan
- Aleksander Knavs
- Željko Milinović
- Robert Englaro
- Sašo Udovič
- Zoran Ubavić
- Ermin Raković
- Sebastjan Cimirotić
- Janez Zavrl
- Luka Žinko
- Darijan Matić
- Milivoje Novakovič
- Džengis Čavušević
- Andraž Kirm
- Zlatan Ljubijankić